# Кисо (посёлок)
Кисо (яп. 木曽町 Кисо-мати) — посёлок в Японии, находящийся в уезде Кисо префектуры Нагано. Площадь посёлка составляет 476,06 км², население — 12 009 человек (1 августа 2014), плотность населения — 25,23 чел./км².

## Географическое положение
Посёлок расположен на острове Хонсю в префектуре Нагано региона Тюбу. С ним граничат города Мацумото, Сиодзири, Ина, Такаяма, Геро, посёлок Агемацу и сёла Отаки, Мияда.

## Население
Население посёлка составляет 12 009 человек (1 августа 2014), а плотность — 25,23 чел./км².